# US-amerikanische Meisterschaften im Skispringen 2022
Die US-amerikanischen Meisterschaften im Skispringen 2022 fanden vom 30. September bis 1. Oktober 2022 im MacKenzie Intervale Ski Jumping Complex in Lake Placid, New York statt.

## Besetzung und Ergebnisse
Bei den Frauen wie bei den Männern fanden am 30. September Wettbewerbe auf der Normalschanze (HS100) und einen Tag später auf der Großschanze (HS128) statt. In der Jury waren u. a. die ehemaligen Skispringer Matt Keuler als Technischer Delegierter und Jay Rand als dessen Assistent vertreten. Annika Belshaw und Casey Larson gingen als einzige ehemalige Titelgewinner an den Start.
Auf der Normalschanze gewann Belshaw Gold vor Paige Jones und Samantha Macuga. Belshaw und Jones belegten diese Positionen auch auf der Großschanze, Bronze gewann hier Anna Hoffmann. Die weitesten Sprünge gelangen Belshaw mit 93,5 m bzw. Jones mit 111 m. An beiden Tagen nahmen je 13 Athletinnen teil. Obwohl Sandra Sproch auf der Großschanze im zweiten Durchgang nicht mehr antrat, lag sie im Endergebnis als Zwölfte noch vor Anna Zigman, die zwei Sprünge absolvierte.
Bei den Männern errang Larson beide Goldmedaillen. Andrew Urlaub gewann Silber auf der Normal- und Bronze auf der Großschanze. Erik Belshaw wurde auf der Normalschanze Dritte und auf der Großschanze Zweiter. Larson gelangen die weitesten Sprünge mit 101 m bzw. 126 m. Er war auch der einzige Athlet, der auf der Normalschanze die 100 m und auf der Großschanze die 120 m übersprang. Am ersten Tag gingen 25 und am zweiten Tag 23 Springer an den Start. Der zur Weltcupauswahl gehörende Decker Dean war trotz Meldung in beiden Wettbewerben nicht vertreten.